# Isla Cacique
Simple Plaisir Island (también conocido como Isla Cacique, Île à Cabrit y Carenage Island) es el nombre que recibe una pequeña isla del país caribeño de Haití, que está situado en el departamento de Oeste, distrito de Arcahaie, y en la comuna de Cabaret. 

## Geografía
Estando protegido por una barrera coralina, tiene dos playas fácilmente accesibles en barco y en ella se halla situado un hotel cuyas instalaciones abarcan la gran mayoría de la superficie de dicha isla.